# Echard
Echard je priimek več oseb:
- Eugène-Raphaël Echard, francoski general
- Laurence Echard, britanski zgodovinar